# Adatara
Adatara (japonsky 安達太良山 Adatara-jama, 1 718 m n. m.) je masivní stratovulkanický komplex nacházející se na japonském ostrově Honšú asi 15 km jihozápadně od města Fukušima. Komplex je tvořený skupinou překrývajících se bazalto-andezitových stratovulkánů a lávových dómů vzniklých ve více fázích před 550 000 roky. Adatara postupně překrývá vulkanické struktury sopky Azuma ležící severněji. Nejvyšším bodem komplexu je stratovulkán Minowa-jama, avšak aktivním centrem je v současnosti jižněji položený Tecu-zan. V okolí aktivního kráteru se nacházejí četné fumaroly a horké prameny. Erupce v roce 1900 si vyžádala 72 obětí na životech z řad horníků pracujících v dole na síru.